# (33762) Sanjayseshan
1999 RV83 (asteroide 33762) é um asteroide da cintura principal. Possui uma excentricidade de 0.07503760 e uma inclinação de 3.95095º.
Este asteroide foi descoberto no dia 7 de setembro de 1999 por LINEAR em Socorro.